# Murawskie Nadbużne
Murawskie Nadbużne – wieś sołecka w Polsce położona w województwie mazowieckim, w powiecie ostrowskim, w gminie Nur.
W latach 1975–1998 miejscowość administracyjnie należała do województwa łomżyńskiego.
Wierni Kościoła rzymskokatolickiego należą do parafii św. Jana Apostoła w Nurze.

## Historia
Wieś założona najprawdopodobniej w 1. połowie XV w. w miejscu nadania ziemskiego dla rycerzy herbu Ślepowron ze wsi Murawy w ziemi ciechanowskiej. Początkowo nazwana Murawa.
W wyniku działów Murawy zostały zamieszkane przez drobne rody szlacheckie. Część z nich przyjęła nazwisko Murawscy herbu Dąbrowa.
Pod koniec XVIII w. wymienieni właściciele wsi: Grodzcy, Lipscy, Murawscy, Ossoliński, Sutkowski, Tymiński, Uszyński. Wtedy też nazwę wsi zapisywano jako Murawskie Urbany.
W roku 1827 było we wsi 21 domów i 125 mieszkańców.
W 1. połowie XIX w. zaczęto używać nazwy Murawski Nadbużne. Pod koniec XIX w. 25 drobnoszlacheckich gospodarzy posiadało 142 ha użytków rolnych.
Spis powszechny z roku 1921 notuje tu 32 domy i 219 mieszkańców (w tym 7 Żydów).